# Капканчиковые Дворики
Капка́нчиковые Дво́рики — посёлок в Панинском районе Воронежской области.
Входит в состав Краснолиманского сельского поселения.

## Население
| 2000 | 2005 | 2010 |
| ---- | ---- | ---- |
| 21   | ↗47  | ↘14  |

## Улицы
В посёлке имеется одна улица — Дорожная.